# Camp Gran de la Casa Nova del Verdeguer

El Camp Gran de la Casa Nova del Verdeguer, respecte del terme de Castellcir

El Camp Gran d'Esplugues és un paratge constituït per camps de conreu del terme municipal de Castellcir, a la comarca del Moianès.
Està situat al sud-oest de la masia de la Casa Nova del Verdeguer, al costat nord-oest de les Saleres de la Casa Nova del Verdeguer i a migdia de la Casa del Guarda. És a l'entorn del Sot Cirer i del Sot del Cau de les Lloses, a ponent del Dolmen de la Casa Nova.